# Apanteles thurberiae
Apanteles thurberiae är en stekelart som beskrevs av Muesebeck 1921. Apanteles thurberiae ingår i släktet Apanteles och familjen bracksteklar. Inga underarter finns listade i Catalogue of Life.